# Ferreolus von Vienne
Ferreolus von Vienne, franz. Saint Ferréol de Vienne († um 305 bei Vienne) war ein römischer Militärtribun und christlicher Märtyrer, der von der katholischen Kirche als Heiliger verehrt wird.

## Leben, Legende und Verehrung
Über das Leben des Ferreolus ist nahezu nichts bekannt. Er soll im römischen Heer als Tribun in Vienne gedient haben und dort als überzeugter Christ um 305 den Märtyrertod infolge der Christenverfolgung des Diokletian erlitten haben.
Stadlers Vollständiges Heiligen-Lexikon erzählt jedoch eine umfangreiche Legende: Ferreolus sei ein heimlicher Anhänger des Christentums gewesen und habe in enger Freundschaft zu seinem Untergebenen, dem Christen Julianus, gestanden. Zu Beginn der Christenverfolgung 303 gab Ferreolus diesem den Rat, sich in der Auvergne zu verstecken, um so zu überleben. Dies scheiterte jedoch, Julianus wurde bei Brioude von den Soldaten des Statthalters Crispinus gestellt und durch Enthauptung hingerichtet. Seinen abgeschlagenen Kopf ließ Crispinus an Ferreolus übergeben, da er diesen ebenfalls als Christ verdächtigte. Da Ferreolus sich kurz darauf weigerte, den römischen Göttern zu opfern, wurde er gefoltert und eingesperrt, entkam aber nach drei Tagen durch ein Wunder. Nachdem er auf seiner Flucht die Rhone überschritten und sich zwei Stunden von Vienne entfernt hatte, wurde Ferreolus jedoch letzten Endes von seinen Verfolgern noch eingeholt, gefangen genommen und zur Stadt Vienne zurückgeführt, die er aber nicht mehr erreichte, da ihm seine Bewacher in einem Wutanfall den Kopf abschlugen.
Nach einer anderen Legende starb Ferreolus am Galgen, da er einen zum Tode durch Hängen Verurteilten rettete, indem er sich selbst dafür anbot.
Ferreolus wurde (vermutlich zusammen mit dem Kopf des Julianus) außerhalb der Stadt beerdigt; bald wurde über seinem Grab eine kleine Kirche errichtet. Bischof Mamertus von Vienne ließ um das Jahr 473/474 diese Kirche durch eine neugebaute Basilika ersetzen und überführte die Gebeine des Ferreolus und den Kopf des Julianus als Reliquien dorthin. Um 725 wurde die (außerhalb der Stadtmauern ungeschützte) Basilika dann aufgrund der nach Südfrankreich vordringenden Araber aufgegeben und von diesen kurz darauf zerstört; die Gebeine des Heiligen waren zuvor in die Stadtkirche von Vienne gebracht worden.
Der Gedenktag des heiligen Ferreolus von Vienne ist der 18. September. Er gilt als der Schutzpatron von Marseille und der Gefangenen; seine Symbole sind der Galgen und Ketten in der Hand. Verschiedene Kirchen sind ihm geweiht.